# Injo av Joseon
Injo av Korea, född 1595, död 1649, var en koreansk monark. Han var kung av Korea 1623–1649.
Han var son till Jeongwon och Inheon.

## Familj
Injo av Joseon var gift med drottning Inyeol, drottning Jangryeol och hade konkubinen Gwi-in Jo.
Barn
1. Sohyeon
2. Hyojong